# Torino Futebol Clube
Torino Futebol Clube é uma agremiação esportiva brasileira da cidade de Caxias do Sul. Fundado em 13 de abril de 1949  por um grupo de amigos, é um dos clubes mais antigos do futebol amador.

## Futebol Sete

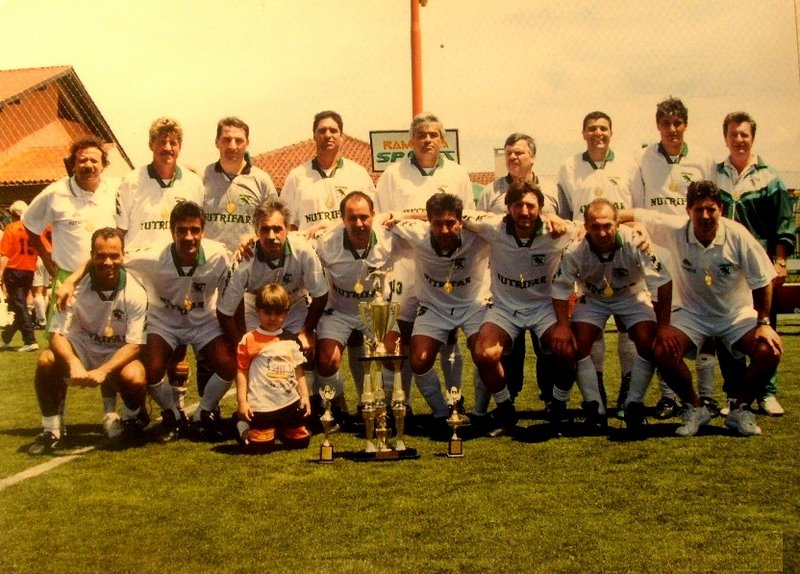
Time Bi-Campeão Estadual de Futebol Sete

Responsável pelas glórias atuais da equipe, o Futebol Sete esta presente na história do Torino. Fundador da Federação Gaúcha de Futebol Sete Society, o Torino reporta muitos títulos e grande tradição, sendo campeão estadual nos anos de 1997 e 1998 com um time onde tinham Paulinho Guerra, Lambari, Luiz Freire, Aloir de Oliveira, Tite, Betinho, Tubello, Mauro Caxias, Reis, Ciro. Após anos de conquista e recesso, o Torino voltou a conquistar títulos, sendo vice campeão estadual em 2007 e 2011 e campeão estadual em 2008. Foi também campeão da Recopa dos Campeões em 2010, 2011 e 2013.
Na Copa Capão da Canoa 2011, em parceria com o Juventude, derrotou a equipe do Flamengo, base da Seleção Brasileira e também equipes como  Vasco e Grêmio .
No ano de 2013, participou da Copa do Brasil, sendo eliminado pelo América (RJ) nas oitavas de final e foi Vice-campeão do Sul Brasileiro e assim, assegurou vaga para o Brasileiro..              

## Elenco atual
Atualizado em 01 de novembro de 2013.
- : Capitão
- : Lesão

## Futsal
Responsável pelo passado de conquistas, o futsal esta presente na história do Torino. O Torino tem muitos títulos e tradição. Maior vencedor do Citadino Caxiense, com mais títulos que a Enxuta, foi o padrinho da mundialmente conhecida ACBF.
Sob a direção de Alan Moroni e Rene Bagatini, disputa o campeonato da cidade, na busca do décimo título , e o Estadual Série Bronze. 

## Elenco Adulto Atual
Atualizado em 01 de novembro de 2013.
- : Capitão

Na categoria Sub-20, o time disputa o Campeonato Gaúcho de Futsal da categoria, e tem como diretores Eduardo Costa e Adilson Moskal.

## Elenco Sub-20 atual
Atualizado em 01 de novembro de 2013.
- : Capitão